# Coastal Credit Union Music Park

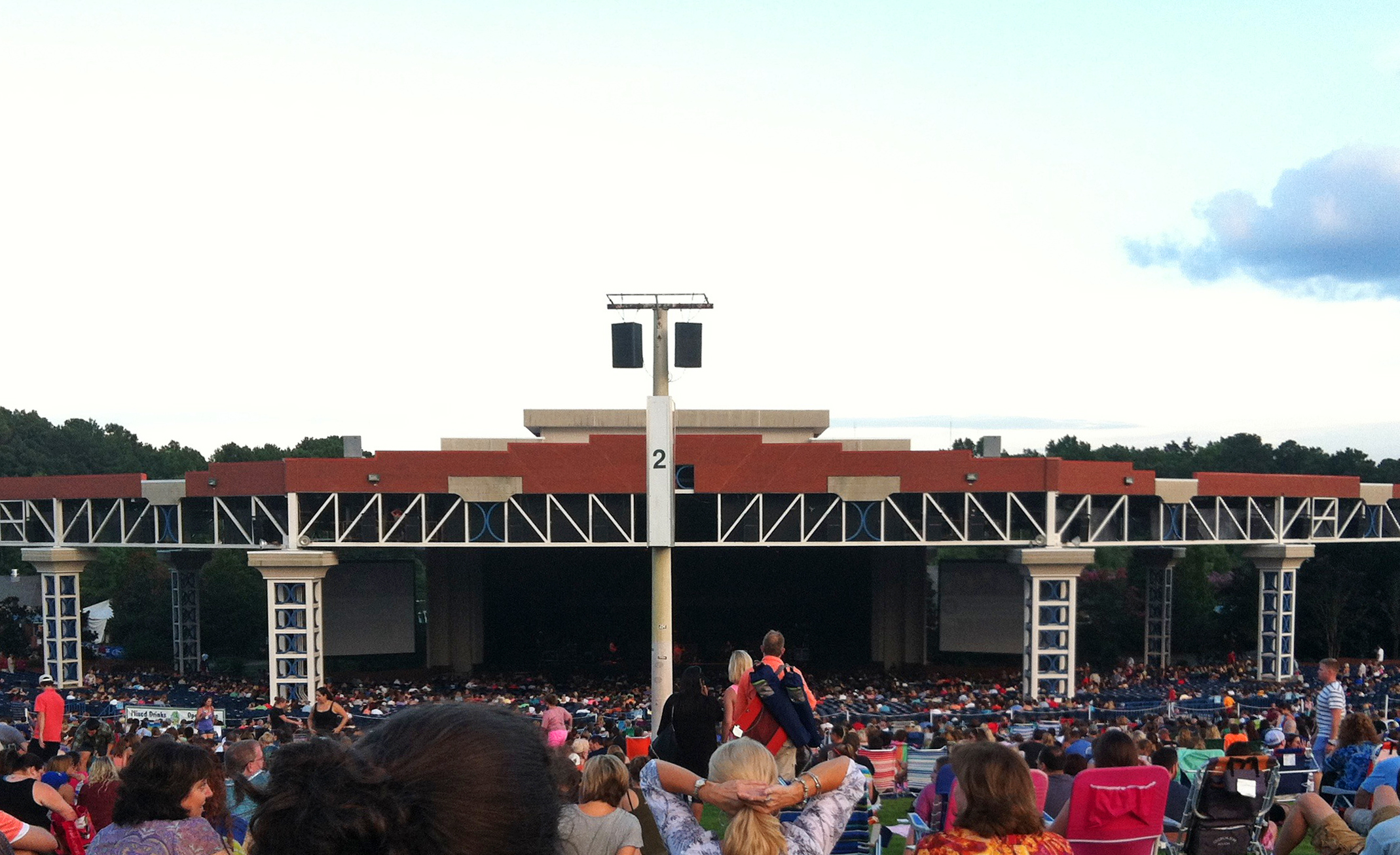
Walnut Creek Amphiteatre

Coastal Credit Union Music Park (anteriormente conhecido como Walnut Creek Amphitheatre) é um anfiteatro localizado em Raleigh, Carolina do Norte, Estados Unidos